# Моржевка
Моржевка (устар. Моржева, Моржовка) — река в Архангельской области России, левый приток Северной Двины, протекает по Моржегорскому сельскому поселению Виноградовского района.
Длина реки составляет 54 км. В 7 км от устья, по левому берегу реки впадает река Ракусора. В 25 км от устья, по левому берегу реки впадает река Лапова, в 27 — Нёка. В 48 км от устья, по правому берегу — река Чукча. В 53 км от устья, по левому берегу реки впадает река Гуслянка. Также впадают озёра: Большое Пекозеро, Целезеро. Фактически исток реки находится в озере Подгривское (которое соединяется с озером Хоронилово). Вытекающий из озера ручей носит название Подгривский. После впадения Гуслянки река называется Хоронушка, а после впадения Чукчи — Моржевка. Устье реки находится в 301 км по левому берегу реки Северная Двина. В устье реки находится деревня Монастырёк.

## Этимология
Моржевка в переводе с фино-угорского означает ягодная.

## Данные водного реестра
По данным государственного водного реестра России относится к Двинско-Печорскому бассейновому округу, водохозяйственный участок реки — Северная Двина от впадения реки Вага и до устья, без реки Пинега, речной подбассейн реки — Северная Двина ниже места слияния Вычегды и Малой Северной Двины. Речной бассейн реки — Северная Двина.
Код объекта в государственном водном реестре — 03020300412103000033188.

## Топографические карты
- Лист карты P-37-11,12 Брин-Наволок. Масштаб: 1 : 100 000. Указать дату выпуска/состояния местности.
- Лист карты P-37-47,48 Подволочье. Масштаб: 1 : 100 000. Состояние местности на 1982 год. Издание 1986 г.